# Scotty Moore
Scotty Moore (27. prosince 1931 – 28. června 2016) byl americký kytarista. Na kytaru začal hrát ve svých osmi letech. V letech 1948 až 1952 působil v námořnictvu. Později působil ve skupině Starlite Wranglers a počínaje rokem 1954 spolupracoval s Elvisem Presleyem. V roce 1964 vydal sólové album s názvem The Guitar That Changed the World (Epic Records). Zemřel roku 2016 ve věku 84 let.